# Bampton Classical Opera
Bampton Classical Opera ist eine in Bampton, Oxfordshire, ansässige Opernkompagnie, die sich auf die Produktion weniger bekannter Opern aus der Klassik spezialisiert hat. Aufführungen werden immer auf Englisch gesungen. Opera Today nannte das Unternehmen „ehrgeizig, innovativ und einfallsreich“.

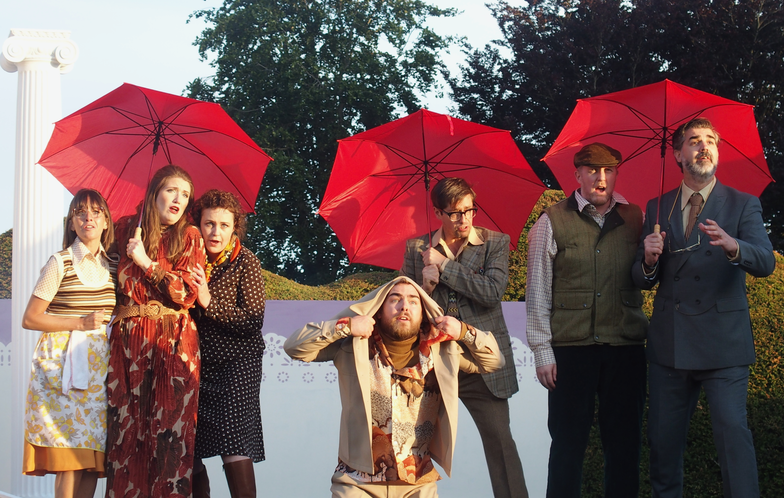
Stephen Storaces Gli sposi malcontenti, Aufführung der Bampton Classical Opera 2019 (aufgeführt unter dem englischen Wortspiel Bride & Gloom)

Sie arbeitet mit einer Vielzahl von Dirigenten und Ensembles zusammen und hat keinen ständigen Musikdirektor. Es tritt sowohl mit modernen als auch mit historischen Instrumentenorchestern auf und ist oft mit den London Mozart Players und dem Chroma Ensemble aufgetreten. Es zielt insbesondere darauf ab, Aufführungen für junge Sänger anzubieten.
Bampton Classical Opera ist Finalist für einen International Opera Award 2020, in der Kategorie Wiederentdeckung für Gli sposi malcontenti von Stephen Storace, die 2019 produziert wurde. Dies war die zweite britische Produktion aller Zeiten.

## Geschichte
Die Bampton Classical Opera wurde 1993 von den derzeitigen künstlerischen Leitern Gilly French und Jeremy Gray gegründet. Nach einer Inszenierung von Mozarts seltener unvollendeter Oper L’oca del Cairo (Die Kairoer Gans) im Jahr 1994 spezialisierte sich das Unternehmen zunehmend auf seltene Werke der Klassik, meist ab der zweiten Hälfte des 18. Jahrhunderts.

## Veranstaltungsorte
Die inszenierten Opernproduktionen der Kompagnie werden in einem Garten in Bampton und im Westonbirt House, den Räumlichkeiten der Westonbirt School, sowie in St. John’s, Smith Square, London, aufgeführt.
Von Zeit zu Zeit tourte es zu anderen britischen Veranstaltungsorten und Festivals, darunter die Wigmore Hall und der Purcell Room in London, das Buxton Festival, das Cheltenham Music Festival und andere.

## Produktionen

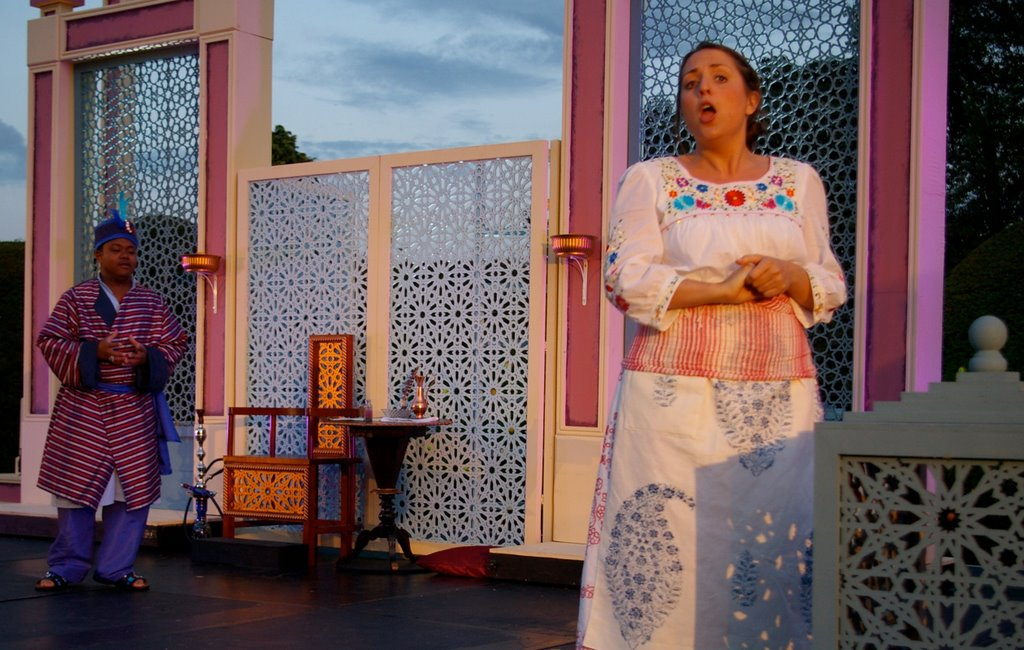
John-Colyn Gyeantey (der Graf) und Emily Rowley Jones (Susanna) in der britischen Premiere von Marcos Portugals Die Hochzeit des Figaro, Bampton 2010

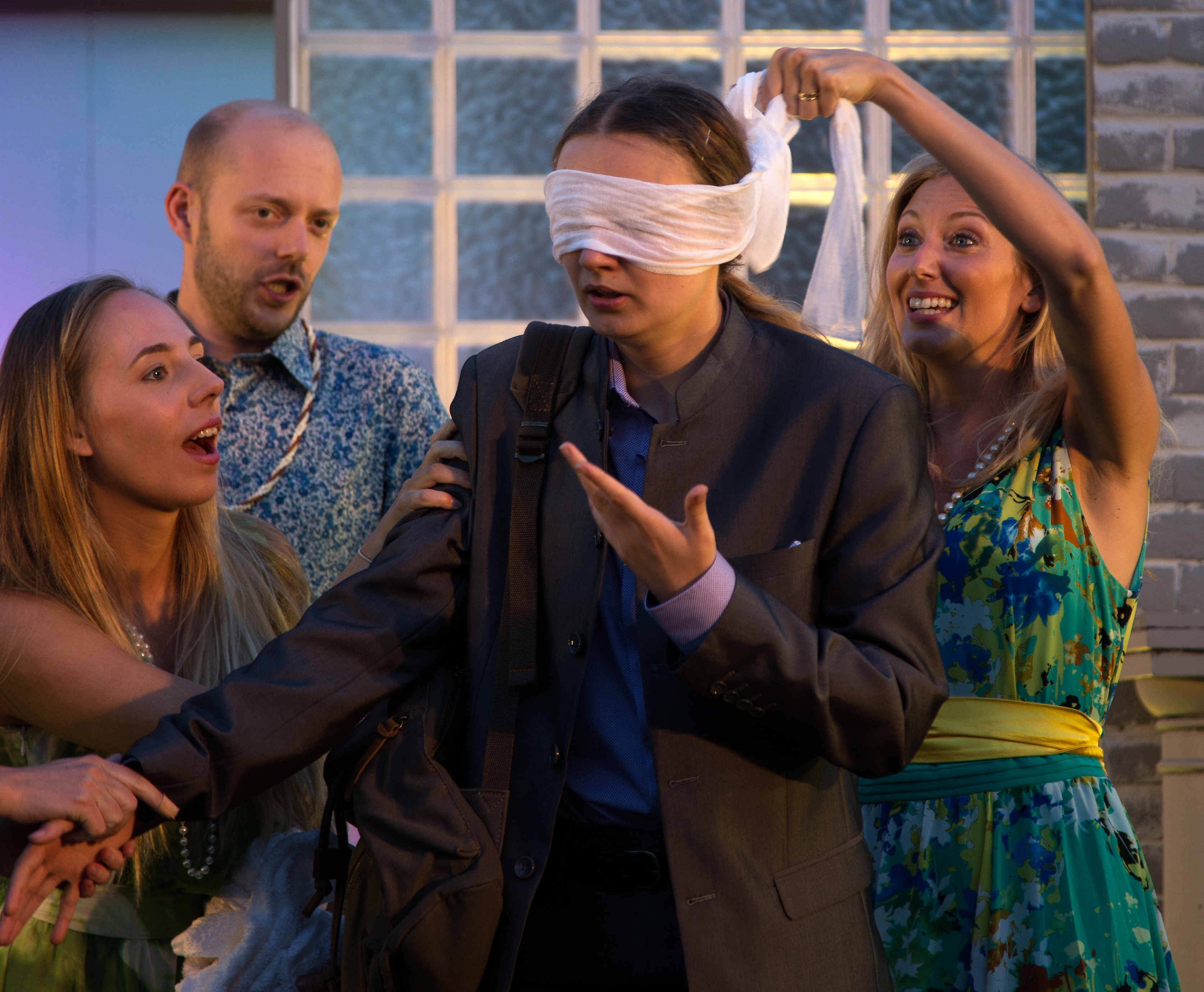
Szene aus der Oper Orfeo von Ferdinando Bertoni, aufgeführt von der Bampton Classical Opera im Jahr 2014, mit Anna Starushkevych in der Titelrolle

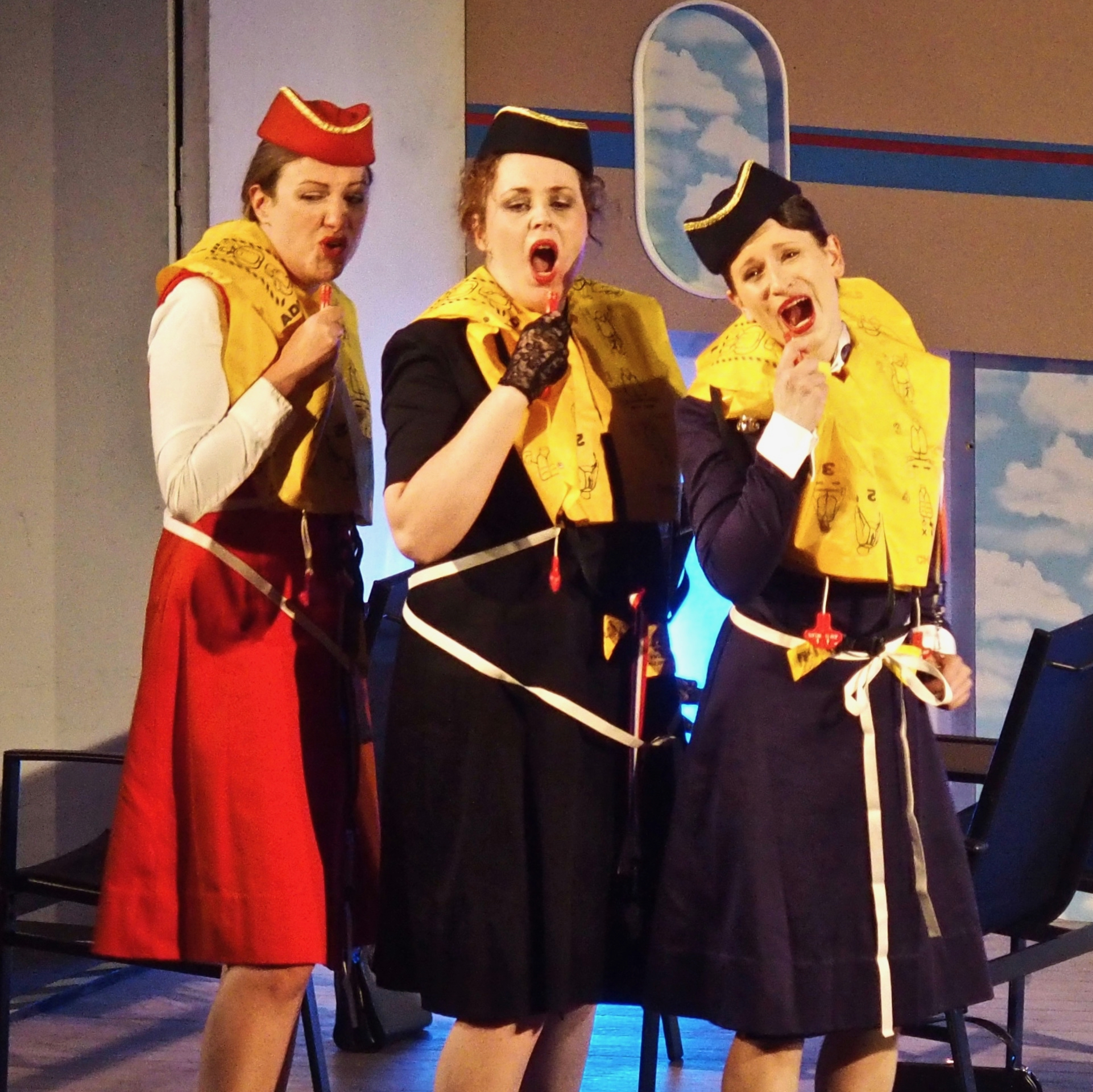
Catherine Backhouse (Pallas Athena), Aoife O’Sullivan (Venus), Barbara Cole Walton (Juno) in der Produktion von Thomas Arnes Judgment of Paris 2016

- 2006: La capricciosa corretta von Vicente Martín y Soler[3]
- 2008: Leonora von Ferdinando Paër, basierend auf der gleichen Geschichte wie Fidelio; britische Premiere
- 2009: Le pescatrici (‚Die Fischerinnen‘) von Joseph Haydn
- 2010: La pazza giornata, ovvero Il matrimonio di Figaro (‚Die Hochzeit des Figaro‘) von Marcos Portugal, die ersten Aufführungen seit seiner Premiere im Jahr 1800 in Venedig
- 2013 & 2014: La finta semplice von Wolfgang Amadeus Mozart
- 2014: Il Parnaso confuso von Christoph Willibald Gluck[4]
- 2014: Orfeo von Ferdinando Bertoni, moderne britische Premiere
- 2015: Il barbiere di Siviglia (‚Der Barbier von Sevilla‘) von Giovanni Paisiello[5]
- 2015: La grotta di Trofonio (‚Die Höhle des Trofonius‘) von Antonio Salieri
- 2016: The Judgement of Paris (‚Das Urteil des Paris‘) von Thomas Arne
- 2016: Philemon und Baucis von Christoph Willibald Gluck, der erste Akt von Glucks 1769 in Parma uraufgeführter Serenata Le feste d’Apollo – britische Premiere
- 2017: La scuola de’ gelosi (‚Die Schule der Eifersüchtigen‘) von Antonio Salieri, britische Premiere[6]
- 2018: Cendrillon von Nicolas Isouard – britische Premiere
- 2021: Paride et Elena (Paris und Helen) von Christoph Willibald Gluck.[7]
- 2022: Fool Moon, neue englische Übersetzung von Joseph Haydns Il mondo della luna.[8]

## Wettbewerb für Junge Sänger (Young Singers' Competition)
Die Kompagnie startete 2013 einen alle zwei Jahre stattfindenden Wettbewerb für Junge Sänger, mit dem öffentlichen Finale im Holywell Music Room in Oxford.

## Gönner
Zu den Gönnern der Kompagnie zählen Roger Norrington, Andrew Parrott und Sir David Pountney.
Zu den Gönnern der Kompagnie gehörten Dame Felicity Lott, der verstorbene Sir Charles Mackerras und David Cameron, dessen Wahlkreis Witney Bampton umfasste.